# Bonneville (Somme)
Bonneville é uma comuna francesa na região administrativa de Altos da França, no departamento de Somme. Estende-se por uma área de 10,2 km². Em 2010 a comuna tinha 340 habitantes (densidade: 33,3 hab./km²).